# Hasenpfeffer

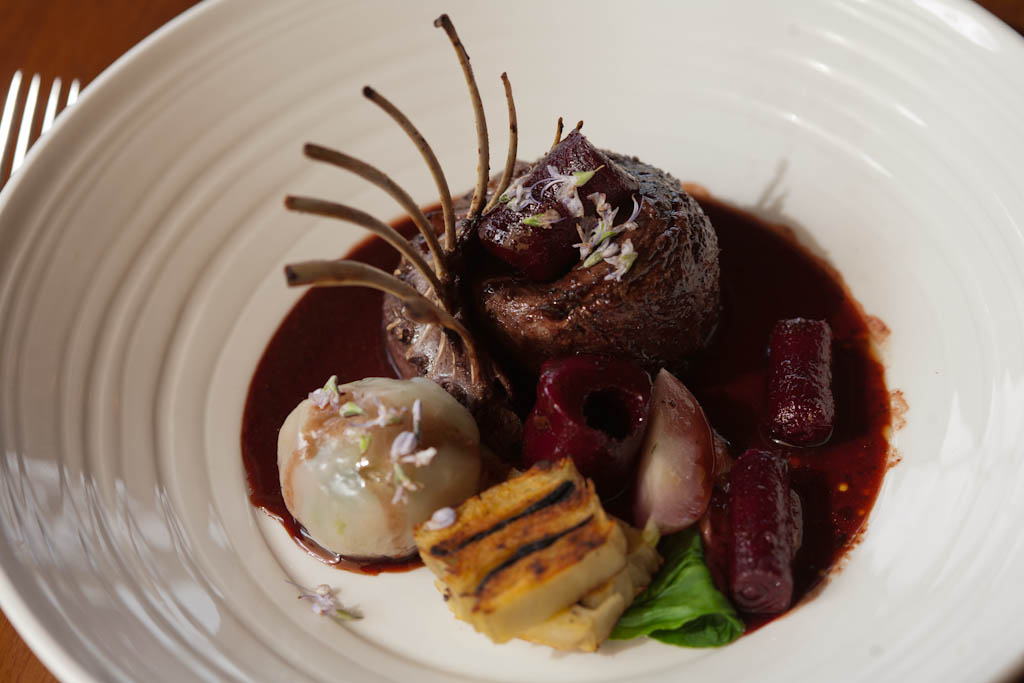

Hasenpfeffer, ou Hasenfeffer (« civet de lièvre », en allemand), est un classique de la cuisine allemande. C'est un ragoût traditionnel à base de lièvre ou de lapin, mariné dans du vin et parfois, du vinaigre.

## Ingrédients
Ce plat nécessite un lapin ou un lièvre, du vin rouge, du vinaigre de vin, un oignon, des clous de girofle et une feuille de laurier.

## Préparation
Les morceaux de lièvre, ou de lapin, sont placés dans une marinade pour rendre la viande tendre et savoureuse. Le but des marinades, jusqu'au XIXe siècle, n'était pas seulement d'attendrir la viande de gibier. Elle servait surtout d'agent de conservation et prévenait l'apparition de moisissures et de pourriture.
Le lapin ou le lièvre doit mariner toute la nuit avec l'oignon et les épices dans le vin et le vinaigre. Avant la cuisson, les morceaux sont salés, poivrés et enfarinés. Ils sont ensuite saisis et dorés dans l'huile chaude, puis recouverts par la marinade. La cuisson dure une heure et demie. À la sortie du four, il peut être ajouté de la crème aigre. Ce mets est le plus souvent accommodé avec des champignons, petits oignons et bacon. Il peut être servi avec des boulettes, des nouilles, des Spätzle, de la polenta, du riz ou du chou cabus.

## Accord mets/vin
Ce mets peut être dégusté avec un anjou, un madiran ou un châteauneuf-du-pape.